# Est-ce que c'est ça ?
Singles de -M-
Le Roi des ombres
(2009) Amssétou
(2010)
Est-ce que c'est ça ? est un single de -M- sorti le 19 octobre 2009.
M, conclut cette chanson par une traduction des derniers vers du Paradis de la Divine Comédie : « L'amour, qui met en mouvement le soleil et les autres étoiles ». 